# Gabriel de Zerbis

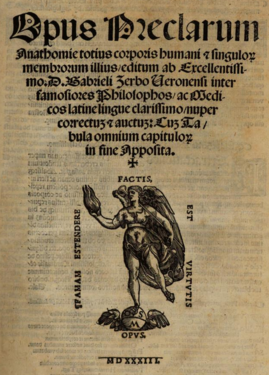
Édition posthume d'un de ses livres d'anatomie, en 1533.

Gabriel de Zerbis, ou Gabriele de Zerbis en italien, est un anatomiste italien de la fin du XVe siècle.

## Biographie
Avec Alessandro Benedetti et Jacopo Berengario da Carpi, Gabriel de Zerbis fit partie de ces pionniers qui, une cinquantaine d'années avant André Vésale, commencèrent à chercher la vérité anatomique dans l'observation directe du corps lui-même plutôt que dans ce que les textes anciens de Claude Galien ou Mondino de' Liuzzi disaient de la dissection.
En 1495, il publie à Venise son De cautelis medicorum (« Des précautions [à prendre] avec les médicaments »).